# John Painter
John George Painter (ur. 20 września 1888 w Keeling Branch, Tennessee, zm. 1 marca 2001 w Hermitage Springs, Tennessee) – amerykański weteran I wojny światowej, znany również z długowieczności.

## Życiorys
Był z zawodu farmerem. Służył w 115 batalionie artylerii w czasie I wojny światowej (na froncie francuskim). Po powrocie z wojny w 1919 poślubił Gillie Watson (zm. 1989), doczekał się dwóch córek. Sławę zyskał pod koniec życia jako jeden z najstarszych ludzi na świecie i prawdopodobnie najstarszy mężczyzna. Wątpliwości budził rok urodzenia - w spisie ludności z 1900 figurował z datą urodzenia we wrześniu 1888, ale w późniejszych spisach (1910, 1920) jako urodzony w 1891. Zgodnie z przyjętą przez Księgę rekordów Guinnessa praktyką za wiarygodną uznano datę ze spisu bliższego dacie urodzenia.
Painter został kilka lat przed śmiercią odznaczony francuską Legią Honorową. Jego 112 urodziny we wrześniu 2000 uroczyście obchodzono w stanie Tennessee, gubernator Donald Sundquist ogłosił na jego cześć John Painter Day. Weteran zmarł pół roku później na atak serca. Tytuł najstarszego mężczyzny na świecie, który według wykazów Księgi Guinnessa przysługiwał mu od listopada 1999, przyznano mu pośmiertnie. Poprzednikiem Paintera z tym tytułem był Hiszpan Antonio Urrea-Hernández, a następcą Włoch Antonio Todde.
Należy pamiętać, że wykazy najstarszych osób mogą zawierać luki i obejmują jedynie te osoby, których datę urodzenia udało się odpowiednio zweryfikować. Przykładowo zmarły w 1999 Urrea-Hernández został uwzględniony w rankingu seniorów dopiero w grudniu 2005.